# York (Nebraska)
York is een stad (city) in de Amerikaanse staat Nebraska. De stad is gelegen in de York County. York is ook de hoofdplaats van deze county. De stad kende tijdens de volkstelling van 2000 zo'n 8081 inwoners.
De stad kent sinds 1890 de Hogeschool York College. De stad ontstond in 1869 nadat South Platte Land Company een dorp stichtte omdat de grond rondom de plaats erg vruchtbaar is; naast York werden ook nog aantal plaatsen in dezelfde regio gesticht. De plaats werd vernoemd naar de meer oostelijk gelegen stad York, in de staat Pennsylvania, die meer dan honderd jaar eerder was gesticht en een stuk groter is.
Met de komst van de spoorweg werd de plaats steeds belangrijker. In 1877 kende de stad al 600 inwoners. De groei van de stad bleef sterk doorgaan ondanks het feit dat de stad nog altijd het grootste inkomen kent van de agrarische sector. Maar met de komst van de snelwegen, U.S. Highway 81 en Interstate 80, in de jaren zestig van de twintigste eeuw, groeit de stad steeds meer uit naar meer niet agrarisch gerelateerde productie.

## Geboren in York
- Fred Niblo, Amerikaanse filmpionier.

## Plaatsen in de nabije omgeving
De onderstaande figuur toont nabijgelegen plaatsen in een straal van 16 km rond York.